# Squatinella geleii
Squatinella geleii är en hjuldjursart som beskrevs av Zoltan Varga 1933. Squatinella geleii ingår i släktet Squatinella och familjen Lepadellidae. Inga underarter finns listade i Catalogue of Life.